# AGV (ヘルメットメーカー)

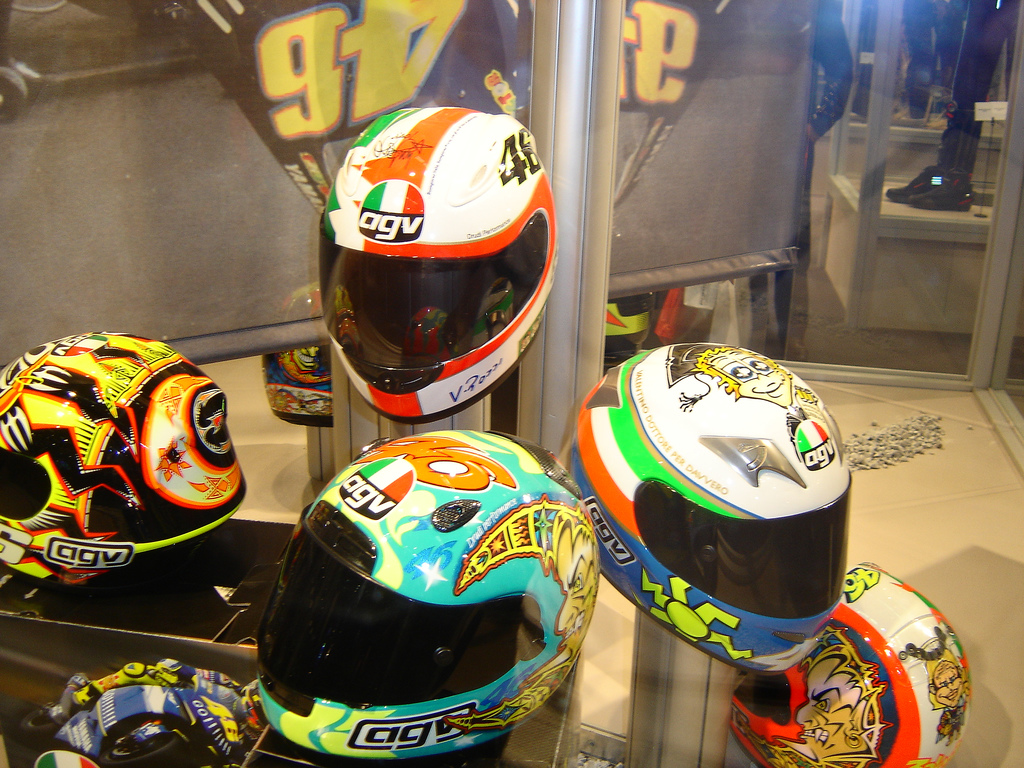
ロッシのヘルメット

AGV SpA.（Amisano Gino Valenza）は、イタリアのヘルメットメーカー。革製の座席やオートバイのサドルを製造する会社として1947年に設立され、1948年にはオートバイ用ヘルメットの製造を始めた。ダイネーゼの子会社である。
AGV と競合するメーカーとしては、日本のアライヘルメット、SHOEI やドイツのシューベルトヘルメット、イタリアのSUOMYといったメーカーが存在する。
AGV のヘルメットを着用した著名なライダーは多数存在するが、代表的なライダーとしてMotoGPチャンピオンのバレンティーノ・ロッシや、世界GPチャンピオンのジャコモ・アゴスチーニ、ケニー・ロバーツ、バリー・シーンなどが挙げられる。また、F1レーサーのニキ・ラウダやエマーソン・フィッティパルディ、ネルソン・ピケなども同社の製品を着用した。
2007年にダイネーゼがベルギーの IMAG グループから AGV を買収し、AGV はイタリアの企業へと戻った。